# HIRO-X
HIRO-X （はいろっくす、12月26日）は、日本の男性歌手である。ヴィジュアル系ロックバンド「RESEARCH」の元ボーカリスト。2006年10月頃より、「SHANDY SCOPE」を結成。現在も同グループで活動中であり、HIRO-Xとしての活動は現在休止中。2009年より新バンド「akashic note」を結成し、今後は「SHANDY SCOPE」と「akashic note」の両グループを並行して活動していく予定。

## プロフィール
- 本名　青木裕光
- 出身地　静岡県
- 血液型　B型

## サポートメンバー
- ギター　ARAKEN
- ギター　TAKEO
- ベース　Ikuo
- ドラム　YASUO

## シングル
1. future
  1. future（アニメ「テニスの王子様」の第1期オープニングテーマ）
  2. ANNIVERSARY
  3. future（instrumental）

2001年12月5日
2. Driving Myself
  1. Driving Myself（アニメ「テニスの王子様」の第2期オープニングテーマ）
  2. しあわせの歌
  3. Driving Myself（instrumental）

2002年5月1日
3. THE MEANING OF TRUTH
  1. THE MEANING OF TRUTH（アニメ「F-ZERO ファルコン伝説」のオープニングテーマ）
  2. WITHOUT END
  3. THE MEANING OF TRUTH（instrumental）
  4. WITHOUT END（instrumental）

2003年12月3日
4. Calling
  1. Calling（文化放送「テニスの王子様 オン・ザ・レイディオ」エンディングテーマ）
  2. 君色グラフィティ
  3. Calling（instrumental）
  4. 君色グラフィティ（instrumental）

2005年10月5日

- 『future』、『ANNIVERSARY』、『Driving Myself』、『しあわせの歌』は「テニスの王子様」のテーマソングを集めたアルバムCD「THE PRINCE OF TENNISS op.The Best Hits ed. Since 2001」と「THE PRINCE OF TENNISS op.REQUEST」でも聴く事もできる。
- 「THE PRINCE OF TENNISS op.The Best Hits ed. Since 2001」の方には、ボーナストラックとして『future（Zapping Edit）』、『Driving Myself（ROUTE171/Crush!!Edit）』というのが収録されている。
- 『future』は、テニスの王子様の登場人物である越前リョーマがカバーしている。

- ここであげた楽曲は、キャラクターソングを含めNECインターチャネル（現インデックスミュージック）より発売された。